# 13425 Waynebrown
13425 Waynebrown è un asteroide della fascia principale. Scoperto nel 1999, presenta un'orbita caratterizzata da un semiasse maggiore pari a 3,0506254 UA e da un'eccentricità di 0,1512328, inclinata di 0,65427° rispetto all'eclittica.
L'asteroide è stato intitolato a Wayne Brown per i suoi contributi allo sviluppo di dispositivi CCD impiegati in campo astronomico e biomedico.